# Caserma Tenente Francesco Lillo
La Caserma Tenente Francesco Lillo, ex Caserma Giovanni Romero, è una caserma della Guardia di Finanza che ospita il Comando Provinciale, situata in Corso Garibaldi 74, nel centro abitativo della città di Pavia.

## Denominazione della caserma
La caserma venne edificata nel 1822 sui resti di una costruzione precedente, Villa Salimbene di cui ingloba alcune parti. Nel 2010, la caserma prende il nome del Tenente Francesco Lillo in onore al suo sacrificio per salvare Pavia dal Nazifascismo; Francesco Lillo, fu colpito e ferito da una raffica di colpi di un mitra, mentre era nel tentativo di disarmare alcuni membri della Guardia Nazionale Repubblicana, la Milizia di Salò.
Il “fatto d’arme” del 26 aprile 1945 cita: 
“Nei giorni della Liberazione della città, più precisamente il giorno 26 aprile 1945, su richiesta del locale Comitato di Liberazione Nazionale, un reparto di finanzieri della Compagnia di Pavia, al comando del Capitano Biagio Barone, fu mobilitato (…). L’occupazione della Prefettura fu demandata al Tenente Francesco Lillo, comandante della Tenenza di Pavia, al quale fu dato incarico di formare un apposito drappello di circa 25 uomini. A quel punto, il Tenente Lillo, valutata la superiorità dell'armamento nemico, decise di adottare uno stratagemma, consistente nell'attirare direttamente in caserma i militi fascisti. A tal fine inviò un proprio militare, disarmato, dal Capo Manipolo, con l'incarico di invitare i fascisti presso l'ufficio del Comandante della Compagnia di Finanza per ricevere informazioni concernenti l'ordine pubblico, data la delicata situazione nella quale versava la città in quel particolare momento. L'ufficiale della G.N.R., diviso in due il pattuglione, si apprestò quindi ad entrare nella caserma del Corpo. Mentre il primo gruppo, entrato nel cortile, fu immediatamente disarmato dai finanzieri, il secondo gruppo, che in quel momento aveva immaginato la sorpresa che lo attendeva, retrocesse nuovamente nella strada, dalla quale aprì il fuoco contro la sede della Guardia di Finanza. Per nulla intimorito, il Tenente Lillo, attorniato dagli altri finanzieri del drappello, affrontò energicamente la situazione. Si mise così all'inseguimento del gruppo, invitandolo alla resa. In pochi minuti fu innescata un'autentica lotta corpo a corpo, nel corso della quale il Tenente Lillo affrontò personalmente un ufficiale fascista. Nel momento in cui la lotta sembrava arridire alla Fiamma Gialla, dall'altra parte della strada, un milite della G.N.R. fece fuoco, colpendo gravemente alla schiena l'eroico ufficiale della Guardia di Finanza, il quale cadde morente sul selciato. Lo stesso milite colpì anche il finanziere Spirito, che nel frattempo aveva inseguito e ferito un altro ufficiale della G.N.R., successivamente tratto in arresto”.
Lo scontro avvenne il 28 aprile 1945 in via Mentana, durante gli ultimi giorni di guerra in Italia, dove vennero uccisi anche due suoi colleghi, il casalese Roberto Spirito e il viterbese Tommaso Coletta. Grazie al loro sacrificio riuscirono a liberare la città dalla violenza fascista difendendo non solo la città, ma anche le Fiamme Gialle, ai tempi unico corpo a non aderire mai in pieno al fascismo.

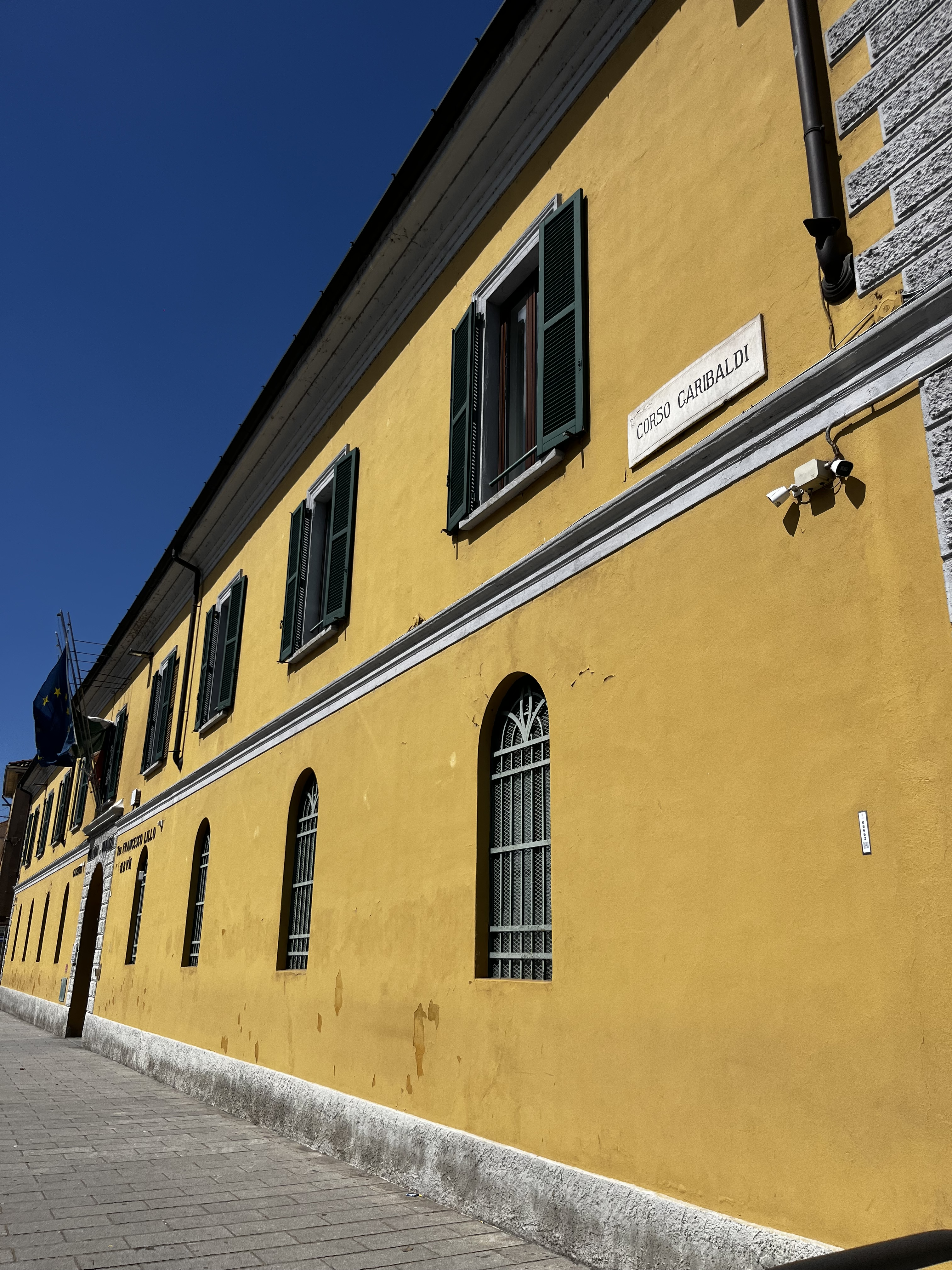
Caserma Tenente Francesco Lillo

## Descrizione
L’edificio è composto da tre corpi di fabbrica di cui quello databile al 1822 ha pianta ad L, disposto su due piani, con il prospetto principale verso corso Garibaldi e l’altro verso viale Gorizia. La tipologia costruttiva è rispondente alla sobria funzionalità degli edifici ottocenteschi adibiti a caserma, con interni molto semplici e prettamente spogli. Di interesse storico ed architettonico più rilevante l’edificio su tre piani che chiude a C la pianta verso il cortile. Al piano terreno si susseguono stanze con soffitti quattrocenteschi a padiglione lunettato e soffitti lignei. I piani superiori presentano rimaneggiamenti e aggiunte databili al XVIII secolo. Un ultimo corpo di fabbrica, di struttura recente, chiude il cortile quadrato attorno al quale si articola il complesso architettonico.Sul retro la mensa occupa una costruzione ad un piano aggiunta negli anni sessanta.Altre costruzioni degli stessi anni, segnate come esistenti sulla mappa catastale, attualmente non esistono più perché demolite.

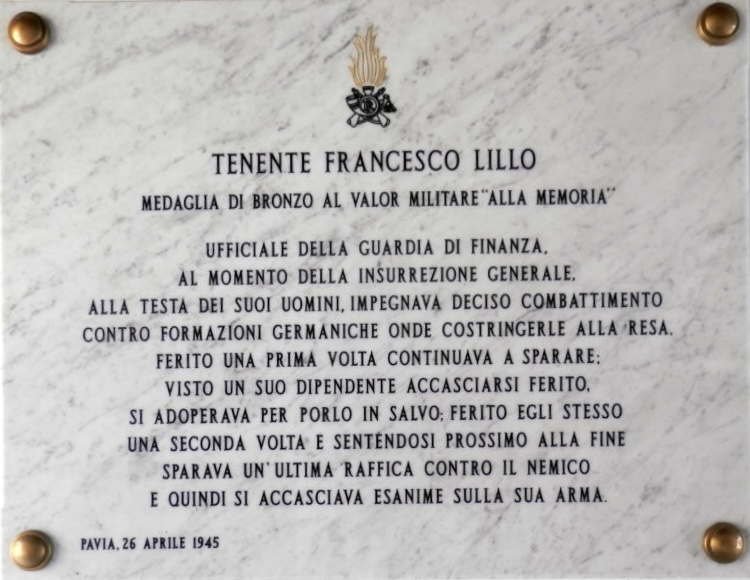
Lastra commemorativa a ricordo del Tenente della Guardia di Finanza Francesco Lillo, posizionata nella caserma in Corso Garibaldi 74